# ناکومبوگو

ناکومبوگو شهری در شهرستان ایپلسه در استان بازگا در بورکینافاسوی مرکزی است و جمعیت آن ۱۰۳۷ نفر است.